# O Caderno Negro (filme)
O Caderno Negro (em francês:  Le Cahier noir) é um filme luso-francês dos géneros drama e ficção histórica, realizado por Valeria Sarmiento, escrito por Carlos Saboga e produzido por Paulo Branco, com base no romance Livro Negro do Padre Dinis de Camilo Castelo Branco. Estreou-se em França a 3 de outubro de 2018, e em Portugal a 11 de outubro do mesmo ano.

## Elenco
- Lou de Laâge como Laura/Lelia
- Stanislas Merhar como Rufo
- Niels Schneider como marquês de Lusault
- Jenna Thiam como Suzanne de Montfort
- Fleur Fitoussi como Gervaise
- Vasco Varela da Silva como Sebastian
- David Caracol como António
- Tiago Varela da Silva como Sebastian
- François Deblock como príncipe de Parma
- Joana Ribeiro como Charlotte Corday
- Grégoire Leprince-Ringuet como Napoleão Bonaparte
- Victoria Guerra como Maria Antonieta
- Catarina Wallenstein como Concettina
- Joaquim Leitão como Pozzeboneli
- José Neto como idoso

## Reconhecimentos
| Ano  | Prémios                                           | Categorias                     | Destinatários e nomeados | Resultado | Referências |
| ---- | ------------------------------------------------- | ------------------------------ | --- | --------- | ----------- |
| 2018 | Festival Internacional de Cinema de San Sebastián | Concha de Ouro de melhor filme | O Caderno Negro | Nomeado   | [ 3 ]       |
| 2019 | Prémios CinEuphoria                               | Melhor elenco                  | David Caracol, Fleur Fitoussi, Victoria Guerra, Lou de Laâge, Grégoire Leprince-Rinquet, Stanislas Merhar, Joana Ribeiro, Niels Schneider, Jenna Thiam, Tiago Varela da Silva, Vasco Varela da Silva, Catarina Wallenstein | Nomeado   |             |
| 2019 | Prémios CinEuphoria                               | Melhor guarda-roupa            | Rute Correia | Nomeado   |             |
| 2019 | Prémios CinEuphoria                               | Melhor caracterização          | Cabaret Maxime | Nomeado   |             |